# Fort Worth, Teksas
Fort Worth je peto največje mesto v Teksasu in 17. največje v ZDA. Leži na severovzhodu Teksasa in skupaj z Dallasom in Arlingtonom tvori šestmilijonsko somestje Dallas–Fort Worth–Arlington, ki mu domačini rečejo tudi Metropleks.
Mesto je bilo ustanovljeno leta 1849 kot vojaška utrdba nad reko Trinity in je do danes ohranilo značaj in arhitekturo ameriškega Zahoda.